# Nesti Nase
Nesti Nase (* 13. April 1922 in Kreis Korça; † 1994) war ein albanischer Diplomat und Politiker der Partei der Arbeit Albaniens, der unter anderem zwischen 1966 und 1982 Außenminister Albaniens war.

## Leben

### Botschafter und Vize-Außenminister
Nase trat nach der Gründung der Sozialistischen Volksrepublik Albanien am 29. September 1944 ins Außenministerium ein und war 1949 Mitglied der Delegation bei Beratungen der UNESCO. Anschließend fungierte er zwischen 1952 und 1953 als Gesandter in der Volksrepublik Bulgarien. Danach war er von September 1954 bis Mai 1956 Botschafter in der Volksrepublik China. Nach einer Tätigkeit als Erster Vize-Außenminister war er als Nachfolger von Mihal Prifti zwischen Januar 1958 und November 1961 Botschafter in der Sowjetunion. Nachdem sich im Ende 1961 ein Abbruch der diplomatischen Beziehungen zur Sowjetunion abzeichnet hatte, verließ er am 25. November 1961 den Botschafterposten in Moskau, woraufhin Gac Mazi bis zum vollständigen Abbruch der diplomatischen Beziehungen am 3. Dezember 1961 als Geschäftsträger die Botschaft in der Sowjetunion leitete.
Nach seiner Rückkehr nach Tirana fungierte Nase zwischen 1961 und 1963 als Vize-Außenminister und wurde auf dem 4. Parteitag (13. Februar bis 20. Februar 1961) auch Kandidat des Zentralkomitees (ZK) der Partei der Arbeit Albaniens PPSh (Partia e Punës e Shqipërisë). Im Anschluss war er von September 1963 bis März 1966 abermals Botschafter in der Volksrepublik China. Damals erreichte der ideologische Konflikt zwischen der UdSSR und China seinen Höhepunkt; zugleich versuchte China den Ausfall der sowjetischen Experten in Albanien zu ersetzen.

### Außenminister und außenpolitischer Kurs 1966 bis 1982
Am 18. März 1966 wurde Nase als Nachfolger von Behar Shtylla Außenminister (Ministër i Punve Jashtme) in der dritten Regierung von Ministerpräsident Mehmet Shehu. Am 10. September 1966 wurde er für die Partei der Arbeit Albaniens PPSh erstmals zum Mitglied der Volksversammlung (Kuvendi Popullor) gewählt, der er von der sechsten bis zur neunten Legislaturperiode am 8. September 1982 angehörte. Auf dem 5. Parteitag (1. November bis 8. November 1966) wurde er schließlich Mitglied des ZK der PPSh.
Nach dem Abbruch der Beziehungen zur Sowjetunion kam es seit Ende der 1960er Jahre zu einer Neuausrichtung der Außenpolitik. Aus Protest gegen die Invasion der Tschechoslowakei während des Prager Frühlings trat Albanien am 13. September 1968 aus dem Warschauer Pakt aus. Im November 1971 befürwortet der VI. Parteitag der PPSh die inzwischen eingeleitete vorsichtige Annäherung an die Sozialistische Föderative Republik Jugoslawien, an die Sozialistische Republik Rumänien, aber auch an Griechenland.
Als einziger Staat Europas nahm Albanien aus Protest gegen die Vorherrschaft der Supermächte nicht an der Konferenz über Sicherheit und Zusammenarbeit in Europa (KSZE) von 1973 bis 1975 in Helsinki teil. Die Annäherung Chinas an die USA rief seit 1972 albanische Kritik hervor, die dazu führte, dass die Partei- und Staatsführung Ende 1974 von Anhängern der neuen außenpolitischen Linie der Regierung in Peking gesäubert wurde. Dieser Säuberung fielen unter anderem Vize-Ministerpräsident und Verteidigungsminister Beqir Balluku, aber auch der Chef des Generalstabes Petrit Dume und der Chef der Politischen Hauptverwaltung der Streitkräfte Hito Çako zum Opfer.
Dieser neuen Isolierung begegnete Albanien zwischen 1974 und 1976 zunächst durch verbesserte Wirtschaftsbeziehungen mit Nachbarländern, wobei auf dem VII. Parteitag der PPSh Dezember 1976 die seit Mitte 1976 laufende anti-chinesische Kampagne von PPSh-Generalsekretär Enver Hoxha bestätigt wurde. Diese Kampagne war letzten Endes entscheidend dafür, dass die Volksrepublik China 1978 seine Militär- und Wirtschaftshilfe einstellte. Wegen der Kosovo-Albaner kam es schließlich seit März 1981 zu Spannungen mit der SFR Jugoslawien und damit auch zu diplomatischen Unstimmigkeiten mit diesem Nachbarland.
Am 1. Juli 1982 wurde Nase zusammen mit Gesundheitsminister Llambi Ziçishti der Ministerämter enthoben und er selbst durch seinen Vize Reiz Malile ersetzt. Die Absetzung stand wohl in Zusammenhang mit seiner engen Beziehungen zu Mehmet Shehu, der am 17. Dezember 1981 angeblich Selbstmord begangen hatte. Shehu, Nase, Verteidigungsminister Kadri Hazbiu, der im November 1982 abgesetzt wurde, und Innenminister Feçor Shehu, Neffe von Mehmet Shehu und kurz nach dessen Tod abgesetzt, wurde später vorgeworfen, mit anderen im Auftrag der CIA, des jugoslawischen UDB und des KGB einen Staatsstreich und die Liquidierung Hoxhas vorbereitet zu haben.

### Schwierige letzte Lebensjahre
Nach seiner Absetzung beging seine Frau Petrina Selbstmord – es sollen damals Gerüchte kursiert sein, dass sie eine Agentin des UDB sei. Danach wurde auch Nesti Nase verhaftet. Er wurde 1983 zu einer langjährigen Gefängnisstrafe, gemäß anderer Quelle sogar zum Tod verurteilt. Nach dem Sturz des kommunistischen Systems lebte Nase bei einem Neffen; er hatte keine Kinder.